# Melavöllur
Le Melavöllur est un stade multifonction situé à Reykjavik en Islande. Inauguré le 17 juin 1926, il accueille les rencontres du championnat d'Islande de football entre 1926 et 1959 ainsi que ceux de la Coupe d'Islande de football de 1960 à 1973. C'est également le stade principal de la sélection nationale jusqu'à la construction du Laugardalsvöllur. Fermé en 1984, il est détruit en 1985.

## Historique
Construit en 1925 pour remplacer le vieux stade du Íþróttavöllurinn á Melunum, le Melavöllur accueille, entre 1926 et 1958, toutes les rencontres du championnat d'Islande de football, quand celui-ci se jouait sous forme de tournoi entre les équipes. Par la suite, le Melavöllur est pendant longtemps le stade à domicile du club de KR Reykjavik. 
Le stade a également accueilli les finales de Coupe d'Islande de football, de la création de la compétition, en 1960, jusqu'en 1973. Fermé en 1984, il est détruit en 1985.